# Conopophila
Genre
Synonymes
- Lacustroica North, 1910[2]

Conopophila est un genre d'oiseaux de la famille des Meliphagidae.

## Liste des espèces
Selon la classification de référence du Congrès ornithologique international (version 6.4, 2016) :
- Conopophila albogularis (Gould, 1843) - Méliphage à gorge blanche
- Conopophila rufogularis (Gould, 1843) - Méliphage à gorge rousse
- Conopophila whitei (North, 1910) - Méliphage de White